# جلطة (مسلسل)
جلطة مسلسل كوميدي أردني عُرض الجزء الأول منه في رمضان 1439 هـ 2018 وعُرض الجزء الثاني في رمضان 1440 هـ 2019 وعرض الجزء الثالث في رمضان 1441 هـ 2020م بالاشتراك مع المذيعة الأردنية عليا حموري بدور جولي

## قصة المسلسل
دراما كوميدية متصلة منفصلة، حيث يتعرض أبو فؤاد لمجموعة من المواقف والمفارقات الكوميدية التي لا يُحسد عليها، عارضا لمشاكل المجتمع الأردني، وتحدياته.

## المشاركون
أبرز الممثلين المشاركين في العمل:
- زهير النوباني
- أمل الدباس
- زينة خريسات
- غصون الطحان
- شريف الزعبي
- حسن خمايسة
- إبراهيم نوابنة